# Draginac, Babušnica
Draginac (izvirno srbsko Драгинац) je naselje v Srbiji, ki upravno spada pod Občino Babušnica; slednja pa je del Pirotskega upravnega okraja.

## Demografija
V naselju živi 699 polnoletnih prebivalcev, pri čemer je njihova povprečna starost 38,1 let (37,4 pri moških in 38,9 pri ženskah). Naselje ima 268 gospodinjstev, pri čemer je povprečno število članov na gospodinjstvo 3,30.
To naselje je, glede na rezultate popisa iz leta 2002, večinoma srbsko.
|  |

| Demografija | Demografija     | Demografija     |
| Leto        | Št. prebivalcev | Št. prebivalcev |
| ----------- | --------------- | --------------- |
|             |                 |                 |
|             |                 |                 |
|             |                 |                 |
|             |                 |                 |
| 1948        | 729             |                 |
| 1953        | 732             |                 |
| 1961        | 615             |                 |
| 1971        | 606             |                 |
| 1981        | 485             |                 |
| 1991        | 483             | 482             |
| 2002        | 886             | 885             |
|             |                 |                 |

| Etnična sestava po popisu iz leta 2002 | Etnična sestava po popisu iz leta 2002 | Etnična sestava po popisu iz leta 2002 | Etnična sestava po popisu iz leta 2002 | Etnična sestava po popisu iz leta 2002 |
| -------------------------------------- | -------------------------------------- | -------------------------------------- | -------------------------------------- | -------------------------------------- |
| Srbi                                   | Srbi                                   |                                        | 850                                    | 96,04%                                 |
| Jugoslovani                            | Jugoslovani                            |                                        | 17                                     | 1,92%                                  |
| Bolgari                                | Bolgari                                |                                        | 5                                      | 0,56%                                  |
| Romi                                   | Romi                                   |                                        | 3                                      | 0,33%                                  |
| Neznano                                | Neznano                                |                                        | 1                                      | 0,11%                                  |